# 中國生產黨
中國生產黨（英語：China Production Party），曾為中華民國第251個合法登記的政黨，前身為中華生產黨，以大陸配偶為主要成員，屬於統派，繁盛時期約有4萬黨員。

## 沿革
「中國生產黨」前身為「中華生產黨」。2010年2月28日由盧月香創立。盧月香是中國大陸新娘，2001年獲得中華民國國民身分證。故盧月香因不符合《臺灣地區與大陸地區人民關係條例》第21條設籍滿十年的要求，被撤銷「中華生產黨」備案。
2014年1月11日，改由盧月香的丈夫施精健成立「中國生產黨」，而盧月香成為中國生產黨榮譽主席。
2014年10月1日，在金門縣成立縣黨部。
2020年4月29日，內政部依《政黨法》公告中國生產黨未依法重新登記而廢除組織。
2023年4月18日，盧月香在臺北國軍英雄館成立後繼政黨「台灣生產黨」，並獲選為黨主席，但至今仍未向內政部完成政黨申請備案。

## 政治活動
2014年10月12日，台灣駻馬雄兵新住民大聯盟與中國生產黨主辦新住民大聯盟後援會，支持連勝文競選台北市長。聯盟總隊長、中國生產黨榮譽主席盧月香致詞說，2008年為馬英九總統輔選，她曾幫台商出機票錢返台投票。2014年10月22日，《自由時報》報導，此次活動疑似以現金新台幣一千元或等值的電視棒來動員大陸籍配偶參與；同日，連陣營表示，該黨活動與他們沒關係。

## 外部連結
- 官方網站（繁體中文）